# Cantharellus noumeae
Cantharellus noumeae is een rifkoralensoort uit de familie van de Fungiidae. De wetenschappelijke naam van de soort is voor het eerst geldig gepubliceerd in 1984 door Hoeksema & Best.